# Ochna boiviniana
Ochna boiviniana är en tvåhjärtbladig växtart som beskrevs av Henri Ernest Baillon. Ochna boiviniana ingår i släktet Ochna och familjen Ochnaceae. Inga underarter finns listade i Catalogue of Life.